# Paul Ebert (Marineoffizier)

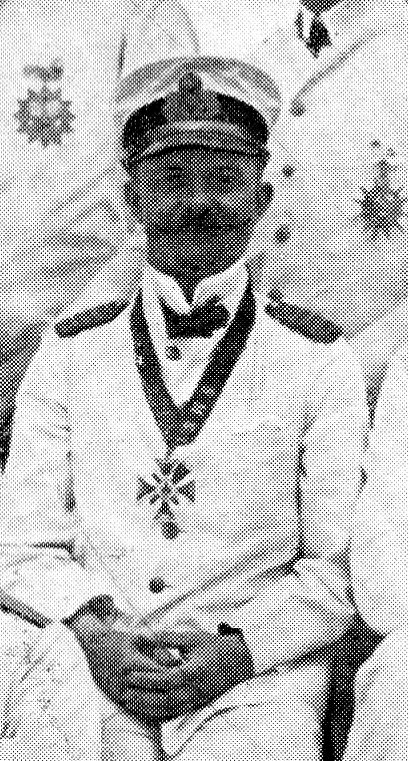
Korvettenkapitän Paul Ebert an Bord des Kleinen Kreuzers SMS CORMORAN am 3. August 1912 südlich von Palau bei einer Linientaufe

Paul Ebert (* 21. September 1873; † 19. August 1939) war ein deutscher Marineoffizier und 1918/19 letzter Chef der Nachrichtenabteilung des Admiralstabs, des Marinenachrichtendienstes.

## Tätigkeit

### Australische Station
Einzelheiten über Eberts dienstliche Tätigkeit sind bislang nicht bekannt. Vermutlich 1909/10 bis Anfang März 1911 diente er auf dem Linienschiff Mecklenburg.

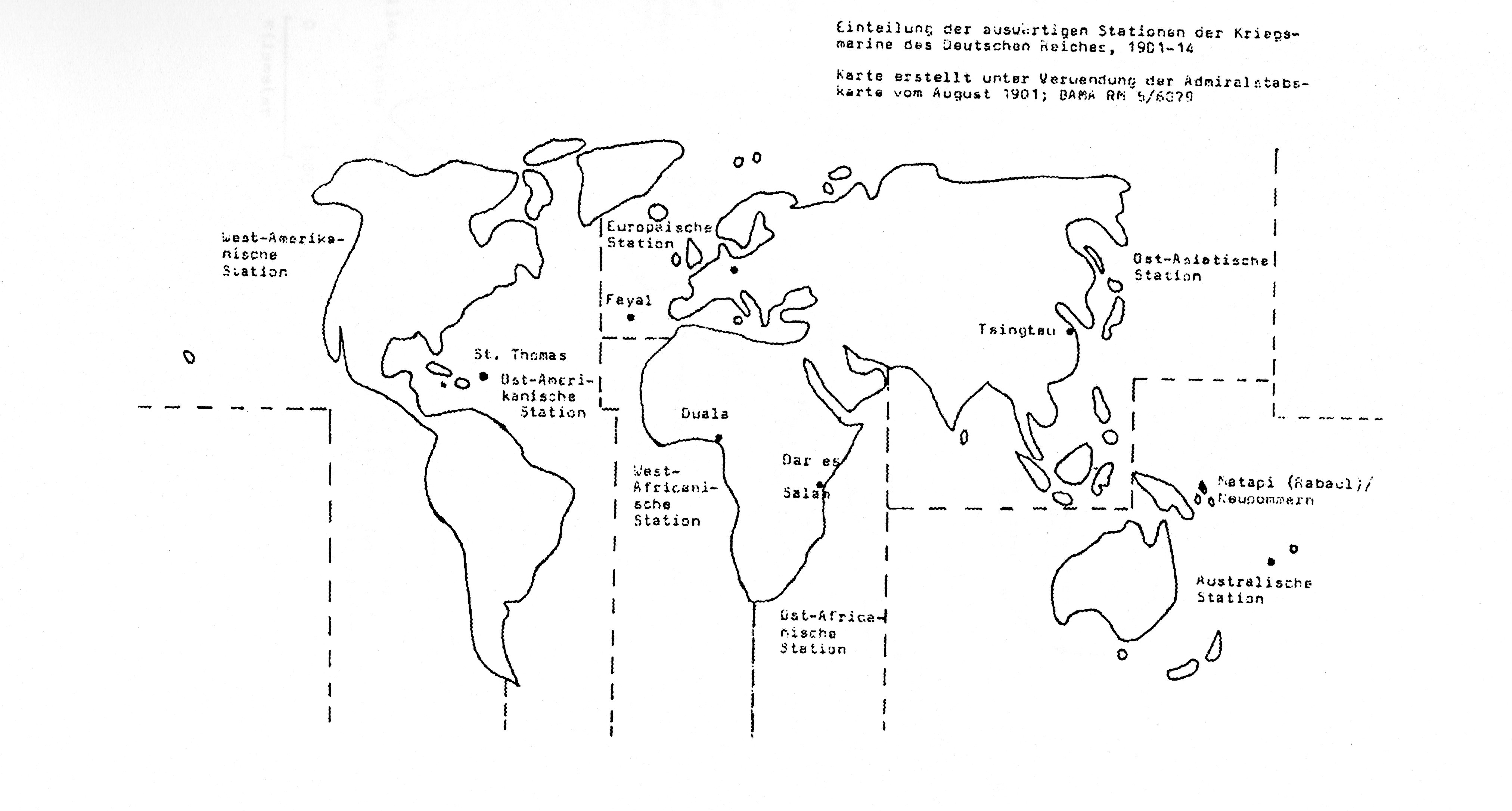
Karte der Auslandsstationen der Kaiserlichen Marine 1901–1914

Vom April 1911 bis April 1913 war der Korvettenkapitän auf der Australischen Station Kommandant des Kleinen Kreuzers Cormoran. Ebert bezeichnete diese Zeit später als die „interessanteste Periode meines Marinelebens“. (Ebert, S. 236). Die Anreise erfolgte mit dem Reichspostdampfer Scharnhorst von Genua über Colombo nach Sydney, wo Ebert die Cormoran übernahm.
Während Eberts Kommando führte der Kreuzer hauptsächlich Vermessungsaufgaben durch. Im April 1912 hielt sich der Kreuzer zu einem Besuch in Nagasaki/Japan auf. Von Anfang Mai bis Anfang Juli 1912 wurde das Schiff in Tsingtau in der Tsingtauer Werft überholt, was Ebert die Gelegenheit gab, die Stadt und die Umgebung zu besichtigen. In dieser Zeit wohnte er im Hotel „Fürstenhof“. Im Juli erfolgte ein erneuter Besuch Japans, diesmal in Kioto und Kobe, wo Ebert verschiedene Sehenswürdigkeiten wie den alten Kaiserpalast Kioto besuchte.
Im August 1912 wurde der Kreuzer von Bezirksamtmann Dr. Scholz in Friedrich-Wilhelms-Hafen für eine Expedition gegen Eingeborene angefordert. Diese hatten drei Chinesen und zehn Eingeborene getötet, die im Auftrag eines deutschen Residenten auf Paradiesvogeljagd waren, was die Eingeborenen als Verstoß gegen ihr hergebrachtes Jagdrecht ansahen. Die Comoran transportierte daher eine 60-köpfige Einheit der Polizeitruppe Neuguinea unter dem Kommando von Hauptmann Prey, die von Rabaul mit einem Postdampfer gekommen war, in die Hansa-Bucht auf der Gazelle-Halbinsel. Ebert tendierte offenbar wie die deutsche Verwaltung zu einem Verbot der Paradiesvogeljagd, um den Konflikt zwischen Eingeborenen und Siedlern zu entschärfen, hielt das Jagdrecht für Siedler jedoch in der Frühphase der Kolonisierung für notwendig, um den Siedlern ein Grundeinkommen zu gewährleisten. (Ebert, S. 190). Ende März 1913 kehrte Ebert über Sydney, Colombo und Genua nach Deutschland zurück.

### Erster Weltkrieg

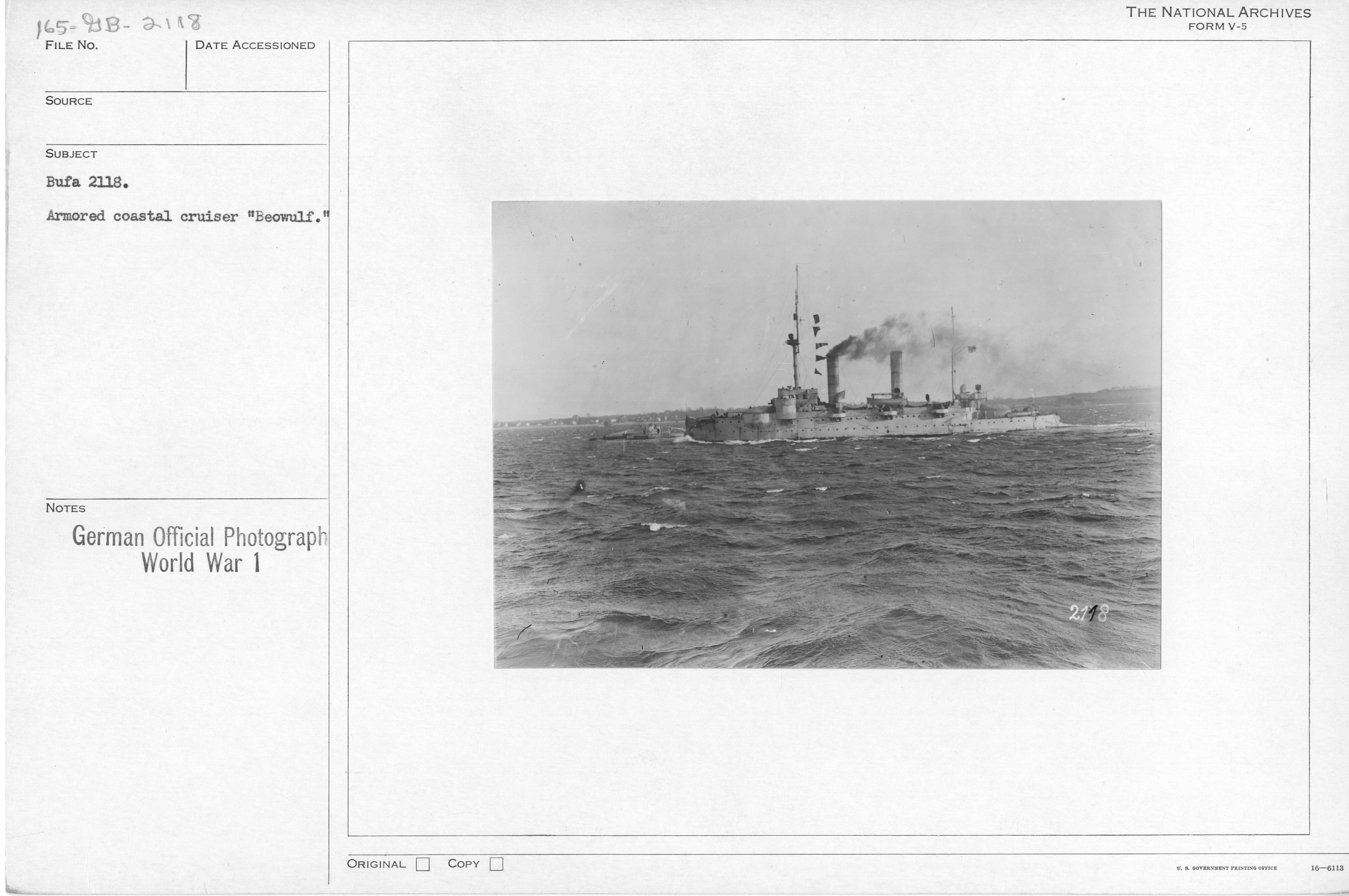
Die Beowulf

Vom August 1914, dem Beginn des Ersten Weltkriegs, bis März 1916 war der nunmehrige Fregattenkapitän Kommandant des Küstenpanzerschiffs Beowulf, das anfänglich dem Küstenschutz in der Nordsee diente. Ab Anfang Mai 1915 wurde die Beowulf in der Ostsee eingesetzt und nahm an der Beschießung und Einnahme von Libau teil. Ab September 1915 versah sie in der Nordsee Vorpostendienst vor Borkum. Ab März 1916 wurde die Besatzung reduziert; die Beowulf diente nun als Zielschiff. Offenbar im Zuge dieser Veränderungen wurde Ebert zum Admiralstab versetzt und diente ab März 1916 als Chef des Bereiches Spionageabwehr, eines Referates des Marinenachrichtendienstes im Admiralstab.
In einer Übergangszeit von Februar bis April 1918 übernahm er von Walter Isendahl die Leitung von „N“, der Nachrichtenabteilung des Admiralstabs; in dieser Zeit wurde Ebert zum Kapitän zur See befördert. Einzelheiten über seine Tätigkeit bis zur Auflösung der Dienststelle 1919 sind nicht bekannt. Am 24. November 1919 schied Ebert aus dem Dienst aus. Über weitere Tätigkeiten ist nichts bekannt. 1924 publizierte er unter dem Titel „Südsee-Erinnerungen“ seine Erlebnisse während seiner Dienstzeit auf der Cormoran ohne Bezug auf seine frühere oder spätere dienstliche Tätigkeit. Allerdings zeigte er sich verbittert über den verlorenen Krieg, insbesondere den Verlust der Flotte und den Vorwurf der Siegermächte, Deutschland sei unfähig, Kolonien zu verwalten. Er habe die Engländer vor dem Krieg als Weltbürger kennengelernt, jedoch ihre gewalttätige Geschichte, insbesondere ihre Kolonialgeschichte, nicht in Betracht gezogen, die eine vorsichtigere Beurteilung nahegelegt hätten. (Ebert, S. 209). Zu diesem Zeitpunkt wohnte er in Wallhausen (Helme). Er verstarb 1939 im 66. Lebensjahr.

## Werke
- Südsee-Erinnerungen, Leipzig (K. F. Koehler) 1924.